# Liste der denkmalgeschützten Objekte in Puchberg am Schneeberg
Die Liste der denkmalgeschützten Objekte in Puchberg am Schneeberg enthält die 6 denkmalgeschützten, unbeweglichen Objekte der Gemeinde Puchberg am Schneeberg im niederösterreichischen Bezirk Neunkirchen.

## Denkmäler
| Foto |                 | Denkmal                                                                                     | Standort                                                        | Beschreibung | Metadaten |
| ---- | --------------- | ------------------------------------------------------------------------------------------- | --------------------------------------------------------------- | --- | --- |
| ja   | Datei hochladen | Kath. Pfarrkirche hl. Vitus HERIS-ID: 50426 Objekt-ID: 55379                                | Burggasse 12 Standort KG: Puchberg am Schneeberg                | spätgotisches Langhaus mit Chor, vorgestelltem Westturm und jüngeren Anbauten, 1264 urkundlich erwähnt, 1350 Pfarre, ab 1549 Vogteirechte an Johann Baptist Freiherr von Hoyos, 1945 Brandruine, 1948–1949 Wiederaufbau nach Plänen von Rudolf Sedlaczek | BDA-Hist.: Q38040091 Status: § 2a Stand der BDA-Liste: 2025-06-30 Name: Kath. Pfarrkirche hl. Vitus GstNr.: .77 Pfarrkirche Puchberg am Schneeberg                              |
| ja   | Datei hochladen | Schneeberger Sägemühle/Venezianische Säge HERIS-ID: 109870 Objekt-ID: 127510                | Muthenhofer Straße 2 Standort KG: Puchberg am Schneeberg        | Bei dem Schneeberger Venezianer-Gatter handelt es sich um eine der ältesten noch weitgehend originalen Brettersägen Österreichs. Es wurde dabei ehemals eine technische Innovation in starker Abänderung aufgegriffen, die Leonardo da Vinci mit der Konstruktion des Prototyps einer Sägemühle ausgelöst hatte. | BDA-Hist.: Q37815797 Status: Bescheid Stand der BDA-Liste: 2025-06-30 Name: Schneeberger Sägemühle/Venezianische Säge GstNr.: 1579/5, .104, 1487/13                             |
| ja   | Datei hochladen | Bildstock sog. Römerhand HERIS-ID: 80107 Objekt-ID: 93818                                   | bei Schneebergstraße 72 Standort KG: Puchberg am Schneeberg     | errichtet 1713 (?), massiver Pfeiler mit Aufsatz, im Süden Reliefwappen mit Hand | BDA-Hist.: Q38172662 Status: § 2a Stand der BDA-Liste: 2025-06-30 Name: Bildstock sog. Römerhand GstNr.: 1499/2                                                                 |
| ja   | Datei hochladen | Gemeindeamt HERIS-ID: 80104 Objekt-ID: 93815                                                | Wiener Neustädter Straße 17 Standort KG: Puchberg am Schneeberg | 1926–1927 von Rudolf Sedlaczek erbaut, zweigeschoßiger Bau mit Mansarddach | BDA-Hist.: Q38172650 Status: § 2a Stand der BDA-Liste: 2025-06-30 Name: Gemeindeamt GstNr.: .480 Gemeindeamt Puchberg am Schneeberg                                             |
| ja   | Datei hochladen | Kaiserin-Elisabeth-Gedächtniskirche auf dem Hochschneeberg HERIS-ID: 50427 Objekt-ID: 55380 | Hochschneeberg 6, bei Standort KG: Puchberg am Schneeberg       | 1899–1901 von Rudolf Goebel am Hochschneeberg erbaut | BDA-Hist.: Q698923 Status: § 2a Stand der BDA-Liste: 2025-06-30 Name: Kaiserin-Elisabeth-Gedächtniskirche auf dem Hochschneeberg GstNr.: .407 Empress Elisabeth Memorial Church |
| ja   | Datei hochladen | Burgruine HERIS-ID: 34843 Objekt-ID: 33259                                                  | Standort KG: Puchberg am Schneeberg                             | Die kleine Anlage mit spätromanischem Bergfried und vierseitiger gotischer Ringmauer entstand im ersten Viertel des 13. Jahrhunderts; Erneuerungen erfolgten Anfang des 14. Jahrhunderts. Ende des 16. Jahrhunderts begann die Burg zu verfallen; in der zweiten Hälfte des 19. Jahrhunderts wurde der Palas abgetragen. Vorhanden sind noch der in Quadermauerwerk ausgeführte Bergfried, Abschnitte der Ringmauer mit einem vermauerten Burgtor vom Anfang des 14. Jahrhunderts sowie nordwestlich des Bergfrieds ein rundbogiges Einfahrtsportal mit abgefastem Steingewände aus der ersten Hälfte des 16. Jahrhunderts. | BDA-Hist.: Q1015460 Status: Bescheid Stand der BDA-Liste: 2025-06-30 Name: Burgruine GstNr.: .74/1 Burgruine Puchberg                                                           |